# William Blazkowicz
William Joseph „B.J.” Blazkowicz także „Terror Billy” – postać fikcyjna, główny bohater gier Wolfenstein. Występuje w większości odsłon serii wydanych od 1992 roku, z wyjątkiem przeznaczonego do rozgrywek wieloosobowych Enemy Territory.

## Życiorys
Blazkowicz urodził się w Stanach Zjednoczonych 15 sierpnia 1911 roku jako syn polskich imigrantów. Jego matka była Żydówką, co starała się bezskutecznie ukrywać. Podczas II wojny światowej Blazkowicz awansował na sierżanta United States Army Rangers, a następnie został agentem Biura Tajnych Operacji (BTO) – fikcyjnego odpowiednika Office of Strategic Services, które przydzieliło go do analizy pogłosek o okultystycznych badaniach prowadzonych przez Dywizję ds. Paranormalnych SS, inspirowaną istniejącymi w rzeczywistości instytutem Ahnenerbe i Towarzystwem Thule.

## Gry
Blazkowicz został wprowadzony do serii w 1992 roku w Wolfensteinie 3D. Według interaktywnego komiksu promującego grę Wolfenstein z 2009 roku, wydarzenia z gier Wolfenstein 3D, Spear of Destiny, Return to Castle Wolfenstein, Wolfenstein, Wolfenstein: The New Order oraz Wolfenstein II: The New Colossus rozgrywają się w tej samej linii czasowej.
Misje, w których bierze udział Blazkowicz, polegają m.in. na wyeliminowaniu fikcyjnych liderów badań nazistowskiego programu rozwoju broni biochemicznych. W Wolfenstein 3D Blazkowicz ostatecznie zabija Hitlera, w Spear of Destiny zapobiega nazistowskiemu planowi użycia Włóczni Przeznaczenia do przyzwania Anioła Śmierci, w Return to Castle Wolfenstein udaremnia rytuał Himmlera mający na celu przywrócenie do życia Henryka I Ptasznika. W tej części dowiaduje się również o planie Wilhelma „Trupiej Główki” Strassego do stworzenia armii nieumarłych cyborgów.
W wydanym w 2009 roku Wolfensteinie powraca do walki z Trzecią Rzeszą, chcącą wykorzystać niebezpieczną energię o wielkiej mocy, pochodzącą z alternatywnego wymiaru znanego jako Czarne Słońce, czym ponownie krzyżuje plany Trupiej Główki. W The New Order Blazkowicz odnosi rany i przez czternaście lat w stanie wegetatywnym przebywa w polskim szpitalu psychiatrycznym. W 1960 roku odzyskuje przytomność i ponownie przyłącza się do ruchu oporu walczącego z nazistami, którzy – w dużej mierze dzięki Strassemu – zdobyli władzę nad światem.
W Wolfeinstein RPG, humorystycznej grze osadzonej w alternatywnej rzeczywistości, będącej zarazem prequelem Dooma, Blazkowicz pokonuje Zwiastuna Zagłady – przyzwanego przez nazistów demona, późniejszego cyberdemona z serii Doom. Stan Blazkowicz, potomek Williama, jest głównym bohaterem Doom RPG i jednym z bohaterów Doom II RPG. Sam Blazkowicz miał pojawić się również w grze Rise of the Triad: Wolfenstein 3D Part II, ostatecznie wydanej jako Rise of the Triad, niemającej żadnych powiązań z serią Wolfenstein.

## Inne produkcje
W niemieckim filmie Der Goldene Nazivampir von Absam 2 – Das Geheimnis von Schloß Kottlitz z 2005 roku, grany przez Daniela Kraussa William „B.J.” Blazkowicz tropi nazistowskich naukowców w tajnych laboratoriach w Alpach Centralnych, aby odkryć sekret „cudownej broni” tworzonej przy wykorzystaniu kości Draculi. W 2007 roku producent filmowy Samuel Hadida nabył prawa do stworzenia oficjalnego filmu opartego na grach, do którego napisany przez Rogera Avary’ego scenariusz miał opowiadać o Blazkowiczu i nazistowskich eksperymentach nadprzyrodzonych w Wilczym Szańcu.
William Blazkowicz pojawia się jako martwy żołnierz marines w filmie Doom: Annihilation (2019).